# 2023年のバレーボール
< 2023年 | 2023年のスポーツ
2023年のバレーボール（2023ねんのバレーボール）では、2023年のバレーボール関連の出来事をまとめる。
2022年のバレーボール - 2023年のバレーボール - 2024年のバレーボール

## できごと

### 1月
- 8日 - 【JVA・高体連】この日まで行われた第75回全日本バレーボール高等学校選手権大会男女決勝が行われ、男子は駿台学園（東京第1）が鎮西（熊本）に2セットダウンから逆転勝ちで6年ぶり2回目の優勝。女子は古川学園（宮城) がフルセットの末誠英（山口）を下しインターハイと選手権を兼ねていた時代の1999年度の大会以来23年ぶり4回目の優勝[1][2]。

### 4月
- 22日 -【JVA・V.LEAGUE】V.LEAGUE Division1（V1）女子ファイナルの決勝が行われ、レギュラーラウンド4位のNECレッドロケッツがレギュラーラウンド1位の東レアローズを3-2で下し6年ぶり7回目の優勝。レギュラーラウンド4位チームの逆転優勝は1995-96年シーズンのユニチカ・フェニックス（当時）以来27年ぶり[3]。
- 23日 -【JVA・V.LEAGUE】V.LEAGUE Division1（V1）男子ファイナルの決勝が行われ、レギュラーラウンド1位のウルフドッグス名古屋が2位のサントリーサンバーズを3‐0で下し豊田合成時代の2015-16年シーズン以来7年ぶり2回目の優勝[4]。

### 5月
- 6日 - 【JVA】第71回黒鷲旗大会男女決勝が丸善インテックアリーナ大阪で行われ、男子はウルフドッグス名古屋がサントリーサンバーズを3-0、女子はPFUブルーキャッツが埼玉上尾メディックスを3-1で下し男女共に初優勝[5][6]。

### 7月
- 23日 - 【FIVB】ネーションズリーグ男子3位決定戦（ポーランド・グダニスク）で、日本がイタリアをセットカウント3-2で下し、同大会初の銅メダルを獲得[7]。

### 8月
- 5日 - 【高体連】全国高等学校総合体育大会女子決勝が行われ下北沢成徳（東京）が東京都市大塩尻（長野）を3-0で下し2年ぶり5回目の優勝[8]。
- 11日 - 【高体連】全国高等学校総合体育大会男子決勝が行われ駿台学園（東京）が東山（京都）を3-0で下し7年ぶり2回目の優勝[9]。
- 30日 - 【NCAA】女子バレーボールのネブラスカ大リンカーン校vs同大オマハ校の試合で会場のメモリアル・スタジアムの入場者が9万2003人を動員[10]。なお試合はリンカーン校が3-0で勝利。

### 12月
- 17日 - 【JVA】令和5年度天皇杯・皇后杯全日本バレーボール選手権大会ファイナルラウンド男女決勝が東京体育館で行われ男子はパナソニックパンサーズがウルフドッグス名古屋を3-1で降し5大会ぶり5回目、女子はNECレッドロケッツが3-1で久光スプリングスを降し2大会連続2回目の優勝[11][12]。

## 結果

### 国内大会

#### 日本
- 第75回全日本バレーボール高等学校選手権大会（春高バレー）（1月4日 - 8日・東京体育館）
  - 男子決勝：駿台学園（東京第1） 3 - 2 鎮西（熊本）
  - 駿台学園は6年ぶり2回目優勝。
  - 女子決勝：古川学園（宮城） 3 - 2 誠英（山口）
  - 古川学園は23年ぶり4回目の優勝【古川商業時代を含む、インターハイと選手権を兼ねていた時代を含む】。

- 2022/23V1リーグファイナル
  - 男子V1リーグ決勝 ウルフドッグス名古屋 3 - 0 サントリーサンバーズ（7年ぶり2回目）
  - 女子V1リーグ決勝 NECレッドロケッツ 3 - 2 東レアローズ（6年ぶり7回目）
  - 男子V2リーグ優勝 - ヴォレアス北海道
  - 女子V2リーグ優勝 - プレステージ・インターナショナルアランマーレ
  - 男子V3リーグ優勝 - トヨタ自動車サンホークス

- 第71回黒鷲旗全日本選抜（5月1日 - 6日・丸善インテックアリーナ大阪）
  - 男子決勝 ウルフドッグス名古屋 （V1） 3 - 0 サントリーサンバーズ（V1）（初優勝）
  - 女子決勝 PFUブルーキャッツ（V1） 3 - 1 埼玉上尾メディックス（V1）（初優勝）

- 令和5年度全国高等学校総合体育大会（女子：8月2日 - 5日・男子：8月8日 - 11日 北海道）
  - 男子決勝：駿台学園（東京） 3 - 0 東山（京都）
  - 駿台学園は7年ぶり2回目の優勝。
  - 女子決勝：下北沢成徳（東京） 3 - 0 東京都市大塩尻（長野）
  - 下北沢成徳は2年ぶり5回目の優勝。
- 令和5年度天皇杯・皇后杯全日本バレーボール選手権大会ファイナルラウンド（12月8日 - 10日東京都調布市武蔵野の森総合スポーツプラザ） ・（12月16日- 17日 東京都渋谷区 東京体育館）
  - 男子決勝 - パナソニックパンサーズ（V.LEAGUE Division1） 3 - 1 ウルフドッグス名古屋（V.LEAGUE Division1）（5大会ぶり5回目）
  - 女子決勝 - NECレッドロケッツ（V.LEAGUE Division1） 3 - 1 久光スプリングス（V.LEAGUE Division1）（2年連続2回目）